# Плащ-невидимка
Плащ-невидимка (англ. Invisibility Cloak) — чарівна мантія, яка робить невидимим того, хто її одягне, також людину, яка одягнула на себе цей плащ, неможливо виявити ніякими закляттями. Зроблена з легкої сріблястої тканини. Пізніше, у сьомій частині про Гаррі Поттера, виявиться, що ця мантія — одна з реліквій Смерті. На відміну від звичайних мантій, термін служіння яких недовгий, ця передалася Гаррі у спадок від його батька — Джеймса Поттера, через Албуса Дамблдора.

## Гаррі Поттер і філософський камінь

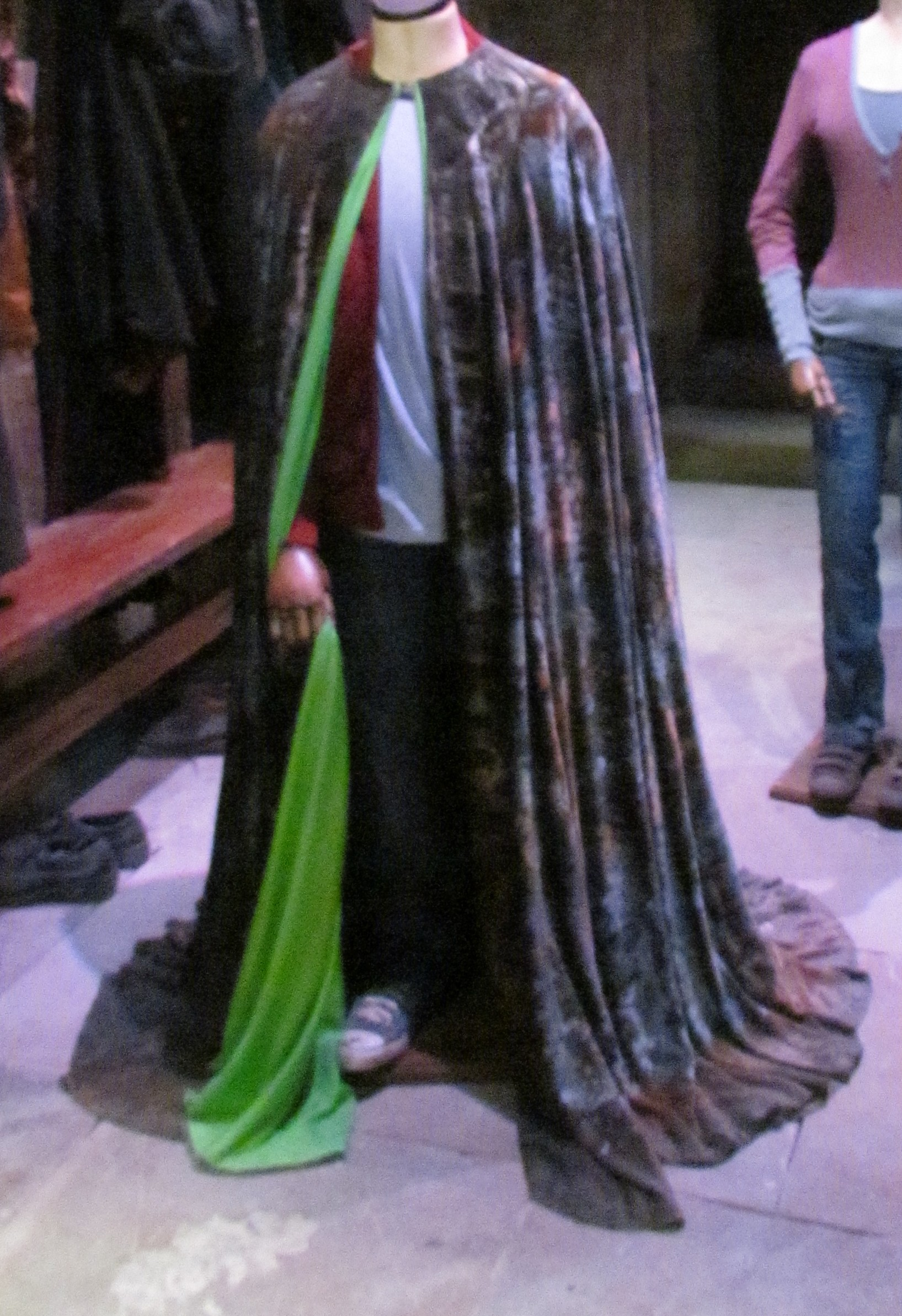

Гаррі отримує мантію-невидимку, як подарунок на Різдво, від Албуса Дамблдора. Гаррі, Рон та Герміона почали використовувати плащ для нічних походів по замку та до Геґріда. А під кінець навчального року мантія допомогла здобути філософський камінь.

## Гаррі Поттер і таємна кімната
В другій частині плащ допоміг Гаррі та Рону дістатися хатини Геґріда.

## Гаррі Поттер і в'язень Азкабану
Гаррі використовував плащ-невидимку, щоб потрапити у Гоґсмід, а також для відвідування Геґріда.
Також мантію використав Северус Снейп, щоб «врятувати» Гаррі та його друзів від Сіріуса Блека.

## Гаррі Поттер і келих вогню
У четвертій частині Поттер використав мантію, щоб потрапити вночі до ванної для старост. Тієї ж ночі він дізнався, що на деякі чарівні предмети, такі як магічне око Аластора Муді, чари мантії не діють.

## Гаррі Поттер і Орден Фенікса
Друзі використовували мантію лише для подорожей до Геґріда. Ще вони дізнаються, що тепер мантія стала для трійці друзів дещо замалою.

## Гаррі Поттер і Напівкровний Принц
У гоґвортс-експресі Гаррі вдягнув на себе плащ, щоб підслухати розмову Мелфоя зі своїми однокурсниками, проте був виявлений Мелфоєм через свою необережність. Після того, як всі вийшли з купе, крім Мелфоя та Гаррі, який все ще був у мантії, Драко зачаклував Поттера та зламав йому носа.
Пізніше мантія дещо допомогла Гаррі у здобутті цінного спогаду професора Слизоріга.
У кінці книги, коли Гаррі та Дамблдор повертаються з печери, у якій був захований горокракс, до Гоґсміду, а потім на мітлах у Гоґвортс на Астрономічну вежу, Дамблдор паралізував Гаррі, який ховався під плащем-невидимкою, за мить до того, як Драко роззброїв директора. Лише завдяки закляттю директора та плащу, Гаррі залишився живим.

## Гаррі Поттер і смертельні реліквії
У останній книзі про пригоди Гаррі Поттера та його друзів був використаний весь потенціал плаща-невидимки. Вже на самому початку книги плащ допоміг вижити Гаррі, Герміоні та Рону, коли на них напали смертежери у маґлівській кав'ярні.
А завдяки батьку Луни Лавґуд, Ксенофілію Лавґуду, друзі розуміють, що Гарріна мантія-невидимка є третьою реліквією Смерті:

«… третя реліквія — це справжній невидимий плащ… Тобто не просто дорожній плащ, захищений закляттям „Розілюзнення“ або наділений засліплювальними чарами чи навіть витканий з напівликової шерсті, що спочатку ховає власника, але з роками блякне і стає геть непрозорий. Ідеться про плащ, який по-справжньому й надійно робить того, хто його вбрав, невидимим. Плащ вічний, незмінний і здатний забезпечити постійне й непроникне укриття, хоч би які закляття на нього насилали…»